# Hvordan vi slipper af med de andre
Hvordan vi slipper af med de andre, är en dansk drama/komedifilm från 2007. Den är regisserad och skriven på manus av filmregissören Anders Rønnow Klarlund och skådespelaren / manusförfattaren Rasmus Botoft.  Musiken är komponerad av Sanne Graulund. Filmen har fått det danska Robertpriset för årets bästa manliga biroll (Søren Pilmark).